# Swindon Robins

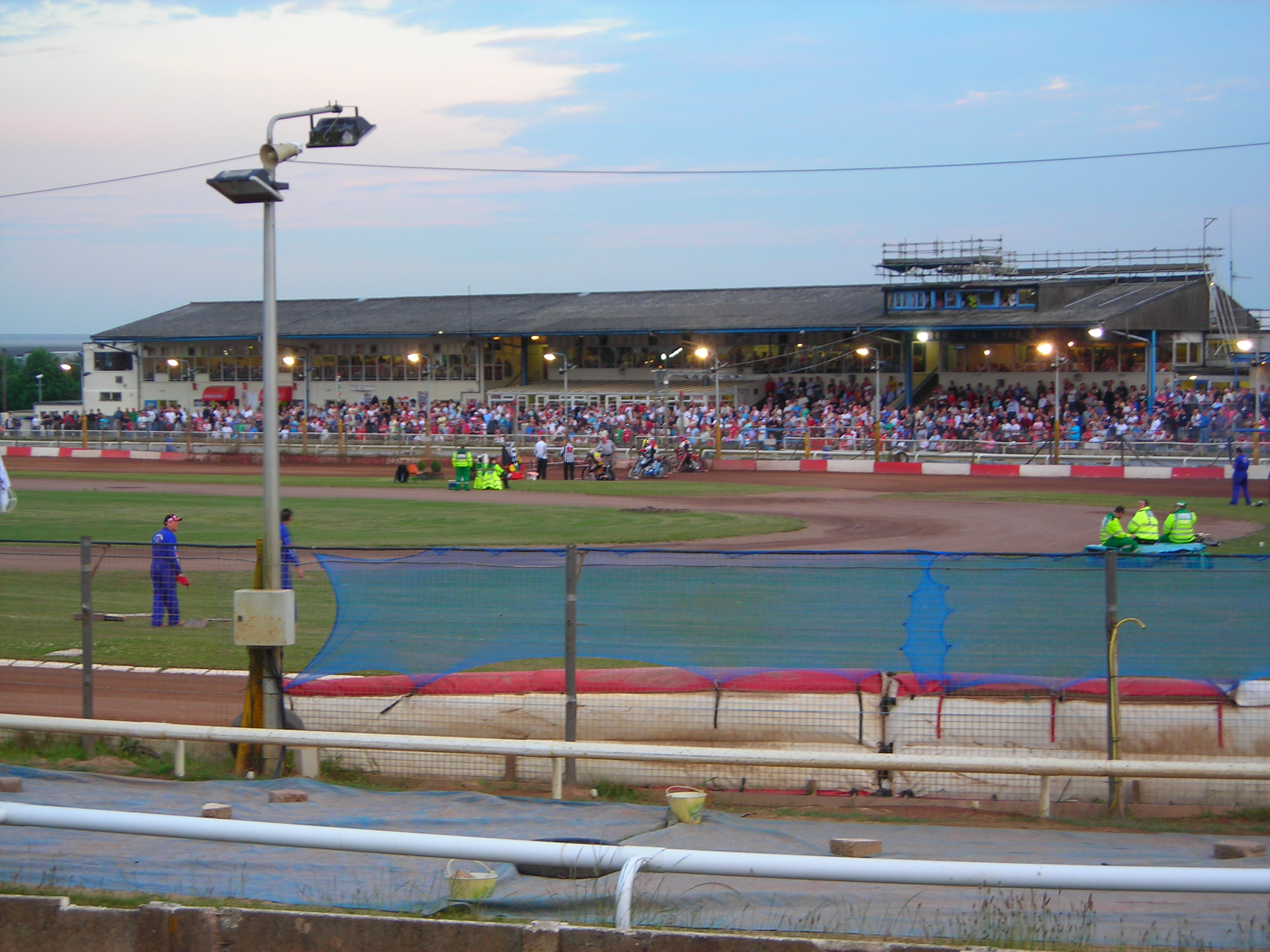
The Abbey Stadium, Swindon

Swindon Robins – żużlowy klub z Blunsdon na północ od centrum miasta Swindon (Anglia). Zespół pięciokrotnie (ostatnio w 2019) zdobył tytuł mistrza Wielkiej Brytanii.

## Osiągnięcia
- Drużynowe Mistrzostwa Wielkiej Brytanii:
  - złoto: 5 (1957, 1967, 2012, 2017, 2019)
  - srebro: 1 (2007)
  - brąz: 9 (1966, 1981, 1987, 1997, 2006, 2008, 2013, 2014, 2015)

## Dawni i obecni żużlowcy
- Rafał Kurmański
- Leigh Adams
- Martin Ashby
- Scott Autrey
- Damian Baliński
- Roy Bowers
- Brian Brett
- Barry Briggs
- Mike Broadbanks
- Tomasz Chrzanowski
- Charlie Gjedde
- Clive Hitch
- Mick Holland
- Brian Karger
- Bob Kilby
- Ken Middleditch
- Shawn McConnell
- Jimmy Nilsen
- Lee Richardson
- Tadeusz Teodorowicz
- Sebastian Ułamek
- Ian Williams
- Grzegorz Zengota
- Tobiasz Musielak